# Syneches hyalopterus
Syneches hyalopterus är en tvåvingeart som beskrevs av Mario Bezzi 1904. Syneches hyalopterus ingår i släktet Syneches och familjen puckeldansflugor. Inga underarter finns listade i Catalogue of Life.